# Michał II (syryjsko-prawosławny patriarcha Antiochii)
Michał II (ur. ?, zm. 1312) – w latach 1292–1312 85. syryjsko-prawosławny Patriarcha Antiochii.